# 8 al dia
8 al dia fou un programa informatiu d'opinió dirigit per Josep Cuní i emès per 8tv, el canal generalista d'Emissions Digitals de Catalunya. El programa, produït per Emissions Digitals de Catalunya i Broadcaster, es va emetre de 19:30h a 22:15h i estava presentat per Josep Cuní durant la setmana. En canvi, els caps de setmana el programa s'emetia de 21.00 a 21.30 i va ser presentat per Marc Calderó.
El 5 de setembre la cadena estrenà 8 al dia migdia, un informatiu de 30 minuts per repassar els temes més destacats de l'actualitat. El presenten Vanessa Petit i Paula Florit.

## Història
El programa es va estrenar el 12 de setembre de 2011, com a intent de la direcció d'Emissions Digitals de Catalunya d'impulsar el canal generalista 8tv com a alternativa a TV3, el canal generalista de Televisió de Catalunya.
El programa, però, va dir adéu el divendres 30 de juny del 2017, després de 6 anys de cadena per problemes econòmics del grup godó.

## Equip i col·laboradors
Alguns dels col·laboradors més coneguts són Pilar Rahola, Sergi Pàmies, Rafael Nadal, Juan José López Burniol, Manuel Milián i Enric Juliana.

## Audiències
| Temporada        | Quota | Espectadors |
| ---------------- | ----- | ----------- |
| 1a (2011 – 2012) | 5,1%  | 115.000     |
| 2a (2012 – 2013) | 7,1%  | 171.000     |